# Onbewust leren
Onbewust leren, ook wel impliciet leren of incidenteel leren genoemd, is zich eigen maken van nieuwe kennis, vaardigheden of houding zonder er zich van bewust te zijn. De term beschrijft dus het proces van leren op onbewuste wijze.

## Definitie
Onbewust leren is de aangeboren wijze waarop mensen en dieren zich vanzelf ontwikkelen, zonder dat men door heeft dat of hoe het gebeurt. Er is sprake van onbewust leren als lerende een leerproces niet is gestart door een wilsdaad, niet beseft, niet kan sturen en geen enkele moeite kost.  De verwerkingscapaciteit van onbewust leren is vele malen hoger dan die van bewust leren, net als het effect op het veranderde gedrag van de lerende. Onbewust leren werkt ook beter bij het zich eigen maken van complexe systemen Om bewust leren te onderscheiden van bewust leren is het nodig om de niveaus van bewustzijn te modelleren.

## Methode
De methode om onbewust leren te reguleren is je weloverwogen te verdiepen in zaken waar je volgens Schopenhauer dan vervolgens het onbewuste regels laat volgen zonder ze te kennen. Technieken als mindfulness, (zelf)hypnose, EMDR, Priming, mantra's, het referentie-effect of subliminale boodschappen kunnen bewust worden ingezet om onbewust te leren. Deze technieken zorgen ervoor dat het onbewuste op de achtergrond geleidelijk en enigszins doelgericht leert, zonder dat te voorspelen is of en wanneer dat leidt tot een eureka-moment.